# Tarahumara (filme)
Tarahumara é um filme de drama mexicano de 1966 dirigido e escrito por Luis Alcoriza. Foi selecionado como representante do México à edição do Oscar 1967, organizada pela Academia de Artes e Ciências Cinematográficas.

## Elenco
- Ignacio López Tarso
- Jaime Fernández
- Aurora Clavel
- Eric del Castillo
- Berta Castillón
- Pancho Córdova
- Regino Herrera